# Rudolf Lettinger

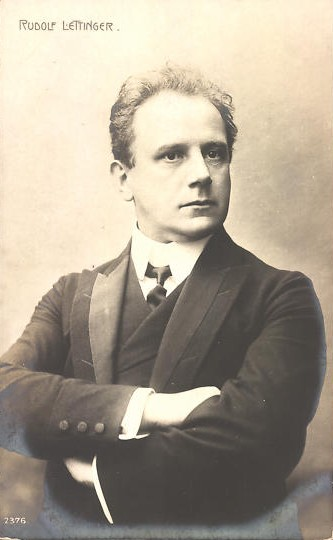
Lettinger, etwa 1905

Rudolf Johann Heinrich Lettinger (* 26. Oktober 1865 in Hamburg; † 20. März 1937 in Berlin-Schöneberg)  war ein deutscher Theater- und Filmschauspieler.

## Leben

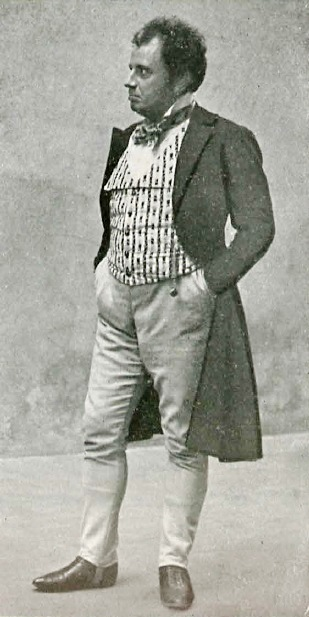
Rudolf Lettinger (Rollenfoto 1905)

Auf Wunsch seines Vaters durchlief er nach Abschluss der Schule in einem kaufmännischen Betrieb eine Lehre, bevor er sich für eine Laufbahn als Schauspieler entschied. Am 2. März 1883 debütierte er als „Kosinsky“ in Schillers Räuber im schleswig-holsteinischen Eckernförde. Danach wechselte er für ein Jahr ans Theater nach Detmold, anschließend nach Heidelberg und für drei Jahre im Fach jugendlicher Held und Liebhaber nach Stettin.
Weitere Theaterstationen waren Magdeburg (1890), Nürnberg (1891/92) und Zürich (1893), bevor er bei einem mehrjährigen Engagement am Hoftheater Oldenburg den Wechsel ins Charakterfach schaffte. Von 1897 bis 1901 war er in Breslau zu sehen und kam 1901 nach Berlin ans Schillertheater.
Er arbeitete mehrfach unter der Regie von Max Reinhardt. Besonders gerühmt wurden seine Darstellungen des „Gessler“ in Wilhelm Tell sowie die Verkörperung des „Cyrano von Bergerac“.
1912 stieß er zum Stummfilm, wo er vielbeschäftigt in den verschiedensten Chargen als komischer Alter auftrat. Sein bekanntester Film war wahrscheinlich der Klassiker Das Cabinet des Dr. Caligari, in welchem Lettinger die Rolle des Dr. Olsen übernahm. Im Tonfilm spielte er kaum noch eine Rolle, als letzte bekannte Filmmitwirkung gilt der Film Emil und die Detektive aus dem Jahr 1931.
Er war mit den Schauspielerinnen Marie Wendt und Edina Vogel verheiratet.

## Filmografie
- 1912: Das Geheimnis von Monte Carlo
- 1915: Ein Gruß aus der Tiefe
- 1915: § 14 BGB
- 1916: Das goldene Friedelchen
- 1917: Das Klima am Vaucourt
- 1917: Der Onyxknopf
- 1918: Der Prozeß Hauers
- 1918: Erträumtes
- 1918: Halkas Gelöbnis
- 1918: Wanderratten
- 1918: Der lebende Leichnam
- 1919: Harakiri
- 1919: Die schwarze Marion
- 1919: Das Schicksal der Carola von Geldern
- 1919: Die Okarina
- 1919: Das Buch Esther
- 1919: Moderne Töchter
- 1919: Die geliebte Frau
- 1919/20: Die Spinnen (2 Teile)
- 1920: Die Herrin der Welt, 8. Teil: Die Rache der Maud Fergusson
- 1920: Gräfin Walewska
- 1920: Haß
- 1920: Die Brüder Karamasoff
- 1920: Kaliber fünf Komma zwei
- 1920: Opfer
- 1920: Whitechapel. Eine Kette von Perlen und Abenteuern
- 1920: Frauenruhm
- 1920: Das Cabinet des Dr. Caligari
- 1920: Napoleon und die kleine Wäscherin
- 1920: Madame Récamier
- 1921: Die Trommeln Asiens
- 1921: Aschermittwoch
- 1921: Der Gang durch die Hölle
- 1921: Die Nacht der Einbrecher
- 1922: Der Ruf des Schicksals
- 1922: Bardame
- 1922: Nathan der Weise
- 1923: Die brennende Kugel
- 1923: Maciste und die chinesische Truhe
- 1923: Opfer der Liebe
- 1923: Graf Cohn
- 1923: Quarantäne
- 1923: Tragödie der Liebe
- 1923: Die Buddenbrooks
- 1923: Der Tiger des Zirkus Farini
- 1924: Windstärke 9
- 1924: Kaddisch
- 1924: Das Geschöpf
- 1924: Die große Unbekannte
- 1924: Die Frau in Versuchung
- 1924: Die Bacchantin
- 1924: Gehetzte Menschen
- 1924: Die Frau in Versuchung
- 1925: Bismarck, 1. Teil
- 1925: Die Zirkusprinzessin
- 1925: Die Frau mit dem Etwas
- 1925: Luxusweibchen
- 1925: Der Mann auf dem Kometen
- 1925: Am besten gefällt mir die Lore
- 1925: Die große Gelegenheit
- 1925: Die Kleine aus Amerika
- 1925: Hanseaten
- 1926: Der Jüngling aus der Konfektion
- 1926: Der gute Ruf
- 1926: Zopf und Schwert
- 1926: Junges Blut
- 1926: Die Gesunkenen
- 1926: Bismarck 1862–1898
- 1926: Die Piraten der Ostseebäder
- 1927: Primanerliebe
- 1927: Da hält die Welt den Atem an
- 1927: Der Katzensteg
- 1927: Die Ausgestoßenen
- 1927: Was die Kinder ihren Eltern verschweigen
- 1927: Die heilige Lüge
- 1927: Die schönsten Beine von Berlin
- 1927: Petronella
- 1927: Der König der Mittelstürmer
- 1928: Schneeschuhbanditen
- 1928: Die große Abenteuerin
- 1928: Luther – Ein Film der deutschen Reformation
- 1928: Mädchen, hütet Euch!
- 1928: Die von der Scholle sind
- 1928: Wolga-Wolga
- 1929: Es war einmal ein treuer Husar
- 1929: Hütet Euch vor leichten Frauen
- 1929: Madame Lu, die Frau für diskrete Beratung
- 1929: Der Sittenrichter
- 1929: Freiheit in Fesseln
- 1930: Zeugen gesucht
- 1930: Die Jugendgeliebte
- 1931: Der Liebesarzt
- 1931: Zweierlei Moral
- 1931: In Wien hab’ ich einmal ein Mädel geliebt
- 1931: Emil und die Detektive